# Bulle de notification
Ne doit pas être confondu avec Pop-up.
En informatique, une bulle de notification (pop-up notification ou toast en anglais) est un composant d’interface graphique constitué d’une petite fenêtre d’information, habituellement affichée discrètement en bas à droite de l’écran. On la retrouve, entre autres, dans les messageries instantanées AOL Instant Messenger, MSN Messenger et Trillian.
Les bulles de notification informent les utilisateurs de différents événements comme la réception de nouveaux courriels, un changement dans la présence d’un contact sur le réseau, ou un changement de connectivité du réseau. Les bulles de notification sont des outils d’information préférables aux boîtes de dialogue parce qu’ils n’interrompent pas le travail de l’utilisateur et lui permettent de lire l’information affichée au moment qui lui convient.

## Étymologie
C'est un employé de Microsoft[Qui ?] qui a été crédité de la création du mot toast qui fait référence au mode d’apparition de ce composant graphique. En effet, il apparaît progressivement comme une tranche de pain grillé (en anglais ''toast) qui sort d’un grille-pain.